# Chaber Kotschyego
Chaber Kotschyego (Centaurea kotschyana Heuff. ex W. D. J. Koch) – gatunek rośliny z rodziny astrowatych.

## Rozmieszczenie geograficzne
Występuje w Europie we wschodnich Karpatach i na Bałkanach. Zachodnia granica jego zasięgu w Karpatach przebiega przez Bieszczady Zachodnie. W Polsce występuje wyłącznie w Bieszczadach Zachodnich. W ramach inwentaryzacji florystycznej przeprowadzonej w latach 1993-1994 potwierdzono tutaj jego występowanie na 27 stanowiskach, większość z nich znajdowała się na połoninach Halicza i Tarnicy. Najdalej na zachód wysunięte stanowisko było na Połoninie Wetlińskiej, najniżej położone w dolinie Terebowca (ok. 750 m n.p.m.).

## Morfologia

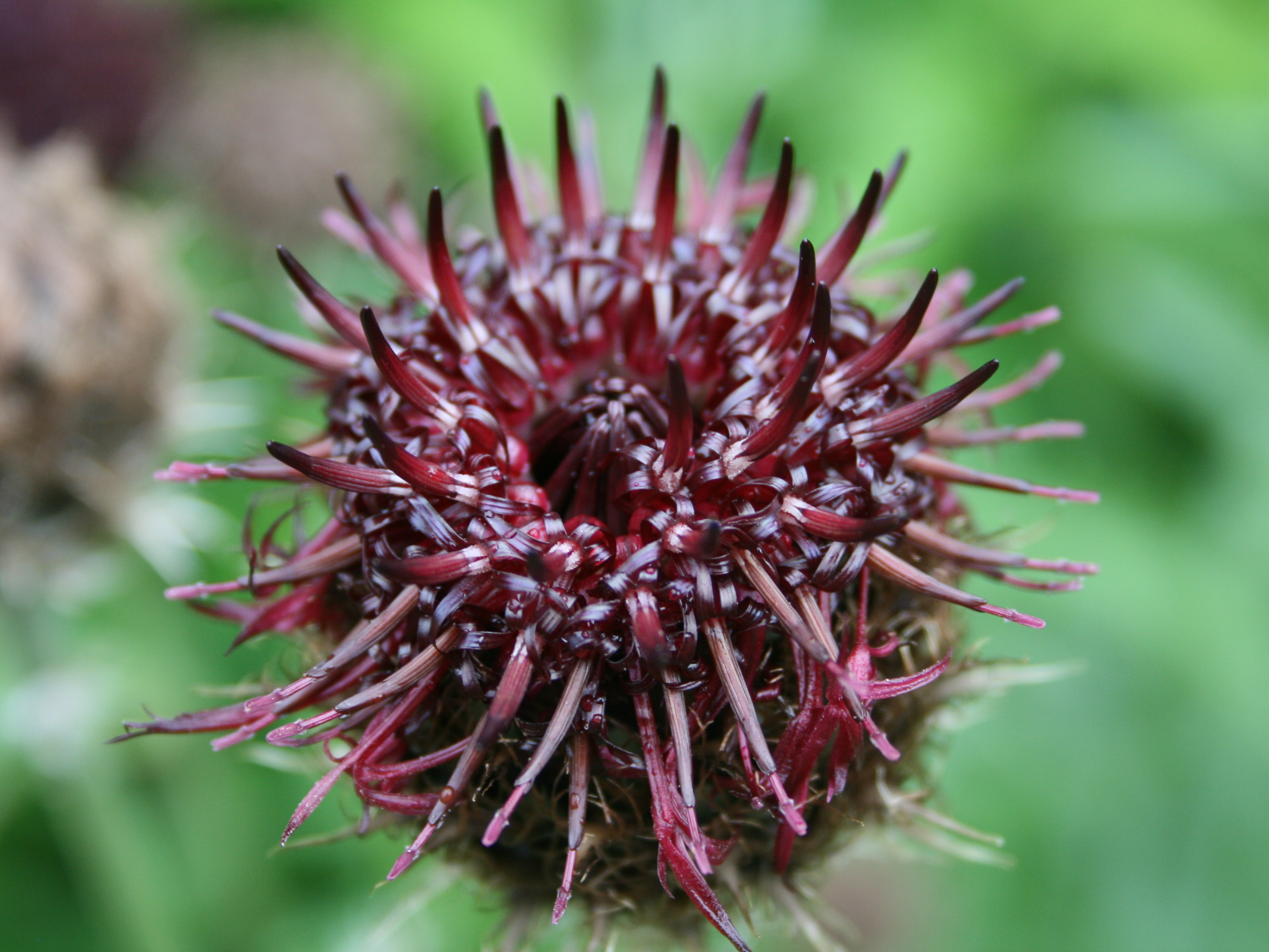
Kwiatostan

ŁodygaO wysokości 25–60 cm, zazwyczaj nierozgałęziona.
LiścieLiście pędów płonnych podługowato-eliptyczne, niepodzielone. Liście łodygowe pierzastosieczne, o szczytowym odcinku zazwyczaj większym i mającym grubo ząbkowane brzegi.
KwiatyCzarnopurpurowe, zebrane w szczytowy koszyczek. Okrywa ma średnicę 2,5–3 cm, a jej listki są gładkie, bez podłużnych żeberek i całkowicie zakryte przez czarniawe, okrągławotrójkątne przyczepki o długości 5–8 mm z frędzlami o długości 5–7 mm. Frędzle te mają srebrzyste wierzchołki. Przyczepki swoją nasadą zbiegają po bokach łusek. Kwiaty w środku koszyczka są obupłciowe, kwiaty brzeżne nijakie i niewiele tylko dłuższe od środkowych.
OwocNiełupka o długości 4–5 mm z puchem kielichowym tej samej długości. W miejscu przyczepienia do kielicha niełupki są brodate – posiadają pęczki wydłużonych włosków.

## Biologia i ekologia
Bylina, hemikryptofit. Rośnie na połoninach. Kwitnie od czerwca do sierpnia. Liczba chromosomów 2n=20, 22.

## Zagrożenia i ochrona
Kategorie zagrożenia gatunku:
- Kategoria zagrożenia w Polsce według Czerwonej listy roślin i grzybów Polski (2006)[7]: R (rzadki, potencjalnie zagrożony); 2016: NT (bliski zagrożenia)[8]
- Kategoria zagrożenia w Polsce według Polskiej czerwonej księgi roślin (2001): LR (low risk, gatunek niskiego ryzyka); 2014: NT (bliski zagrożenia)[9]

Wszystkie dziko rosnące okazy tego gatunku w Polsce rosną na obszarze BdPN, w większości na obszarach ochrony ścisłej. Dodatkowo z zebranych nasion uprawia się populację tego gatunku w ogródku stacji naukowo-dydaktycznej BdPN w Suchych Rzekach.